# Indice DST
L'indice DST (disturbance storm time, Kyoto Dst) è una misura nel contesto della meteorologia spaziale. Dà informazioni sulla forza delle correnti provocate dal vento solare attorno alla Terra.
Queste correnti producono un campo magnetico che è direttamente opposto al campo magnetico terrestre. Quindi, se la differenza tra elettroni e protoni solari aumenta, il campo magnetico della Terra diventa più debole.
Un valore DST negativo significa che il campo magnetico della Terra è indebolito. Questo si verifica in particolare durante le tempeste solari.